# Homo Sapiens (фильм)
Homo Sapiens — документальный фильм 2016 года режиссёра Николауса Гайрхальтера.

## Описание
Homo Sapiens состоит из статических кадров, показывающих заброшенные пространства. В фильме не видно и не слышно людей. Короткие кадры темноты делят отснятый материал на главы.
Фильм открывается сценой, показывающей памятник Бузлуджа. Первые сцены показывают интерьеры зданий, таких как офисы, церкви, больницы и кинотеатры. По ходу фильма появляется больше сцен на открытом воздухе, а признаки человеческого присутствия становятся менее заметными. Фильм в итоге замыкается тем же памятником «Бузлуджа», видимым снаружи, окутанным белым туманом.

## Производство

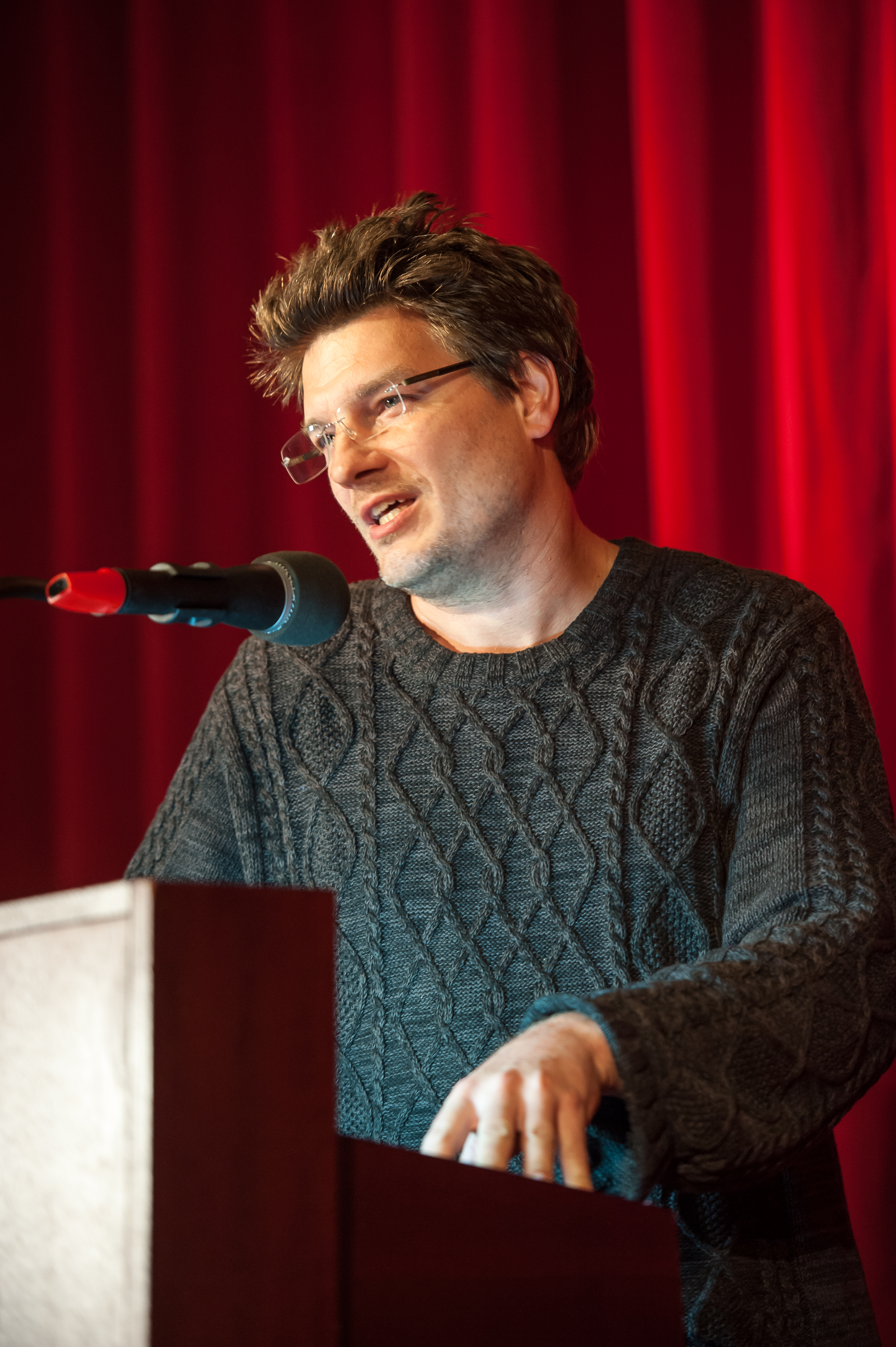
Режиссёр Николаус Гайрхальтер в 2015 году

Съёмки проходили в течение четырёх лет на более чем 100 площадках. Во время подготовки к съёмкам фильма съёмочная группа находила локации с помощью фотографий городских исследований в интернете. Они использовали финансирование, чтобы начать посещать эти места и немедленно приступить к съёмкам там сцен. По мере продвижения Гайрхальтер определил темы, которые он хотел осветить, и сосредоточился на поиске конкретных мест, которые могли бы их проиллюстрировать. Места съёмок включали Европу, США, Аргентину, Намибию и Японию. Широкоугольные объективы использовались для создания преувеличенной перспективы.
Гайрхальтер собрал черновой монтаж фильма, используя полуминутную продолжительность каждого кадра и звук-заполнитель. Поскольку он хотел исключить из фильма человеческие шумы, было использовано очень мало синхронного звука. Звук записывался отдельно перед редактированием в соответствии с дорожкой изображения. После завершения этого процесса аранжировка фильма была изменена, а продолжительность кадров скорректирована в зависимости от сюжетной линии и влияния звуковой дорожки.

## Показ
Премьера Homo Sapiens состоялась 12 февраля 2016 года на Берлинском международном кинофестивале.

## Критика
На сайте — агрегаторе обзоров Rotten Tomatoes 100% из 8 отзывов критиков положительные, со средней оценкой 8,7/10. Питер Брэдшоу назвал его «самым выдающимся документальным фильмом, который я видел за последние годы», охарактеризовав его изображения как «столь же захватывающие, как любой из научно-фантастических триллеров или постапокалиптических драм, в которых подобные сцены обычно используются в качестве установочных кадров». В своей рецензии для The Village Voice Майкл Сичински сравнил композиции фильма с творчеством Ансельма Кифера, Андреаса Гурски и Кристиана Болтански. Он продолжил: «Вместо того, чтобы находить артефакты давних времен, Homo Sapiens показывает нам наши собственные реликвии в процессе создания». Гленн Кенни из «Нью-Йорк Таймс» написал, что «каждый отдельный кадр вызывает дрожь отчаяния, которая выходит далеко за рамки лёгкой иронии, предложенной названием фильма».
Журнал Slant Magazine поставил фильм на 20-е место в списке лучших фильмов 2016 года.